# Frank Ganzera
Frank Ganzera (Dresda, 8 settembre 1947) è un allenatore di calcio ed ex calciatore tedesco orientale, dal 1990 tedesco, di ruolo difensore.
Con la Nazionale tedesco orientale ha partecipato ai Giochi olimpici di Monaco nel 1972, dove venne premiato con la medaglia di bronzo.

## Palmarès

### Club
- DDR-Oberliga: 3

1970-1971, 1972-1973, 1975-1976
- FDGB Pokal: 1

1970-1971

### Nazionale
- Bronzo olimpico: 1

Monaco di Baviera 1972